# Copestylum apertum
Copestylum apertum är en tvåvingeart som först beskrevs av Walker 1860.  Copestylum apertum ingår i släktet Copestylum och familjen blomflugor. Inga underarter finns listade i Catalogue of Life.